# Bandera de Alcorcón
La bandera de Alcorcón es uno de los símbolos  de Alcorcón (Madrid), junto a su escudo. Es de color rojo y verde, y tiene el escudo de Alcorcón situado en el centro. Esta bandera está situada, según la Ley 39/1981, de 28 de octubre, en el exterior e interior de los edificios públicos de la Administración de Alcorcón. En el Boletín de la Real Academia de la Historia figura:

 Cuadrada jironada al asta de gualdo, rojo y verde, y sobre la superficie de esta tela cargando el escudo del municipio.

## Versiones

Bandera de Alcorcón (Versión Original) 1974 -
Bandera de Alcorcón (Versión oficial actual)